# シュテファン・ヒュブナー
シュテファン・ヒュブナー（Stefan Hübner、男性、1975年6月13日 - ）はドイツの元男子バレーボール選手。現役時代のポジションはミドルブロッカー。元ドイツ代表。

## 来歴
- クラブチーム

ビーレフェルト出身。1992年、アイムスビュッテラーTVへ入団。1994年、1. VCノルダーシュテットへ加入。その後はメールサーSCへ移籍し3年間在籍し、1996/97シーズンのブンデスリーガで3位となった。1998/99シーズンからはBerlin Recycling Volleysへ移籍し、1999/00シーズンのブンデスリーガで準優勝、ドイツカップで優勝した。2000/01シーズンはイタリアセリエA2のパッラヴォーロ・ロレートでプレーした。2001/02シーズンはセリエA1のガベカ・パッラヴォーロへ移籍し2年間在籍。2001/02シーズンのリーグではベストミドルブロッカー賞を受賞した。2003/04シーズンはトレンティーノ・バレーへ移籍し、セリエA1リーグで3位の成績となった。2007/08シーズンはバレー・トレヴィーゾでプレーしセリエA1リーグで4位となった。2009/10シーズンはウンブリア・バレーでプレーした。2010/11シーズンはブンデスリーガのSWD powervolleys Dürenへ移籍。2012年に現役引退した。
- 代表チーム

1997年、ドイツ代表に初選出され、同年の欧州選手権でデビュー。2001年の欧州選手権で6位となった。2006年に日本で開催された世界選手権ではチームの主将を務め9位となった。2007年の欧州選手権では5位になった。2008年、北京五輪に出場した。
- 引退後

2012年、アンゲリナ・グリューンと結婚。2012/13シーズンからベルギー1部リーグのVC Greenyard Maaseikでアシスタントコーチを務めた。2013/14シーズンはブンデスリーガのBergische Volleysで監督を務めた。2014/15シーズンからはブンデスリーガのSVGリューネブルクで監督に就任。リーグでは4位の成績が続いていたが、2022/23シーズンのリーグでは3位に入った。2013年よりドイツ男子ナショナルチームのアシスタントコーチを務め、2021年にはU-23のドイツ代表の監督を務めた。

## 球歴
- オリンピック - 2008年
- 世界選手権 - 2006年
- ワールドリーグ - 2001年、2002年、2003年、2011年、2012年
- 欧州選手権 - 1997年、1999年、2001年、2003年、2005年、2007年、2011年

## 受賞歴
- 2002年　2001/02イタリアセリエA1リーグ　ベストミドルブロッカー賞
- 2007年　2006/07イタリアセリエA1リーグ　ベストミドルブロッカー賞

## 所属クラブ
- アイムスビュッテラーTV（1992-1994年）
- 1. VCノルダーシュテット（1994-1995年）
- メールサーSC（1995-1998年）
- Berlin Recycling Volleys（1998-2000年）
- パッラヴォーロ・ロレート（2000-2001年）
- ガベカ・パッラヴォーロ（2001-2003年）
- トレンティーノ・バレー（2003-2007年）
- バレー・トレヴィーゾ（2007-2009年）
- ウンブリア・バレー（2009-2010年）
- SWD powervolleys Düren（2010-2012年）